# J1124+4535
 (juillet 2019).
Si vous disposez d'ouvrages ou d'articles de référence ou si vous connaissez des sites web de qualité traitant du thème abordé ici, merci de compléter l'article en donnant les références utiles à sa vérifiabilité et en les liant à la section « Notes et références ».
LAMOST J112456.61+453531.3 (officieusement abrégée en J1124+4535) est une étoile de magnitude 13,98 située dans la constellation de la Grande Ourse, sous la Grande Casserole. Elle est située à environ 60 000 années-lumière de la Terre.
Sa caractéristique principale révélée initialement par le télescope LAMOST est sa faible teneur en magnésium puis, par le télescope Subaru, sa teneur élevée en europium, ce qui fait penser qu’elle ne serait pas originaire de la Voie lactée mais sans doute d’une collision avec une galaxie naine.